# Niuva 20
Niuva 20 è un EP della band finlandese Turmion Kätilöt. Il titolo in realtà non ha alcun significato ma si riferisce al sanatorio psichiatrico di Niuvanniemi che si trova a 20 chilometri da Kuopio.

## Tracce
1. Sika! – 3:37
2. Kirosana – 3:26
3. Varjot – 3:52
4. Stormbringer – 3:32 – Deep Purple cover - feat. Marco Hietala dei Nightwish e Tarot e Tommi Salmela dei Tarot
5. Liitto – 5:05 – registrato live al Henry's Pub, Kuopio, l'8 gennaio 2005